# سفارت بریتانیا در پکن
سفارت بریتانیا در پکن (به لاتین: Embassy of the United Kingdom) یک منطقهٔ مسکونی و نمایندگی سیاسی این کشور در چین است که در Chaowai Subdistrict واقع شده‌است.